# Wauxhall de Marseille
Pour l’article homonyme, voir Vauxhall (homonymie).
Le Wauxhall de Marseille était un café de Marseille.

## Construction duPounchu(1795)
Dès après la Révolution, on entreprit à Marseille la construction d’un café dont l’utilisation dépassa le cadre de la simple restauration. Situé sur la place Royale, actuelle Place du général-de-Gaulle, le lieu était à l’origine une salle de concert dans laquelle siégea en 1793 l’une des sections communales de Marseille.
Un arrêté du 18 janvier 1794 ordonna que les repaires où se tenaient les assemblées des sections et du comité général seraient rasés, et qu’un poteau rappelant leur révolte serait dressé sur le terrain qu’ils occupaient. L’édifice fut aussitôt abattu.
Sur ses bases, on édifia en 1795 un bâtiment circulaire qui prit le nom de « Pavillon Chinois ». Se terminant par un toit en forme de cône, les habitants de Marseille eurent tôt fait de le surnommer lou Pounchu (« le pointu » en provençal). Élégamment décoré et mis en valeur, le café était le lieu de rendez-vous du Marseille élégant et raffiné. On avait coutume de s’y rendre après le spectacle pour y jouer au loto ou au billard.
À partir de 1805, même si l’appellation Pavillon Chinois persistait, on se mit à le nommer Wauxhall.

## Changement de clientèle
La clientèle se dégrada du tout au tout au fil des années et le Wauxhall attira de plus en plus des gens peu recommandables et des femmes de mœurs légères. Les marins de passage et les ouvriers constituaient l’essentiel de la clientèle. Il s’ensuivait vols, bagarres, insultes, le tout sous le regard d’une police fermant les yeux, quand elle n’était pas complice. Un arrêté promulgué en 1821 interdit aux femmes publiques de fréquenter d’autres cafés et cabarets que le Wauxhall. La mesure semblait avoir pour but de canaliser la prostitution marseillaise, en la concentrant au même endroit. La mesure, bien sûr, fut rapidement contournée par les cafés alentour qui l’oublièrent bien vite, même au risque d’amende. Mais les contrevenants ne subirent aucun poursuite.

## Nouvel emplacement (1822)
En 1822, dans le but d’agrandir la place Royale, la mairie racheta le Pavillon Chinois. Son directeur, François-Xavier Bénétruy reçut l’autorisation de transférer l’établissement rue d’Albertas. Le nouveau Wauxhall en profita pour s’embellir encore. Mais sa clientèle demeura la même. Des individus de toutes nationalités (Anglais, Néerlandais, Catalans, Génois, Turcs, Grecs) venaient y boire ou jouer au billard, au son de l’orchestre de Pascalini. En 1833, l’Album des étrangers en donna cette description : « Mauvais lieu dansant et causant, fréquenté par les voluptueux de bas étage, où la corruption n’est pas assez forte pour soulever le cœur, ni assez poétique pour intéresser ».
La mairie fut rapidement embarrassée par le lieu qui lui attirait les foudres du Marseille bien-pensant. D’autres arrêtés furent promulgués mais le Wauxhall parvint à se maintenir, malgré l’interdiction qui lui fut faite d’accueillir des femmes publiques et des soldats. De plus, la mairie imposa au propriétaire d’entretenir des forces de gendarmerie spécialement affectées à la surveillance du Wauxhall.

## La fin du Wauxhall (1841)
En 1841, le fonds fut racheté par Maurice Mannarin, qui décida de scinder l’établissement en deux parties : le Café des Variétés, qui présentait de petits spectacles, et le Wauxhall proprement dit, qui gardait sa fonction de salle de danse. Cette décision lui évita la faillite car, l’année suivante, la mairie ordonna la fermeture du Wauxhall, trop embarrassée par la réputation sulfureuse de l’endroit. Le Café des Variétés, lui, exista jusqu’à la fin du Second Empire.